# Wolfgang Pfeifer (Etymologe)
Wolfgang Pfeifer (* 3. Dezember 1922 in Leipzig; † 9. Juli 2020 in Berlin) war ein deutscher Germanist und Linguist.

## Leben

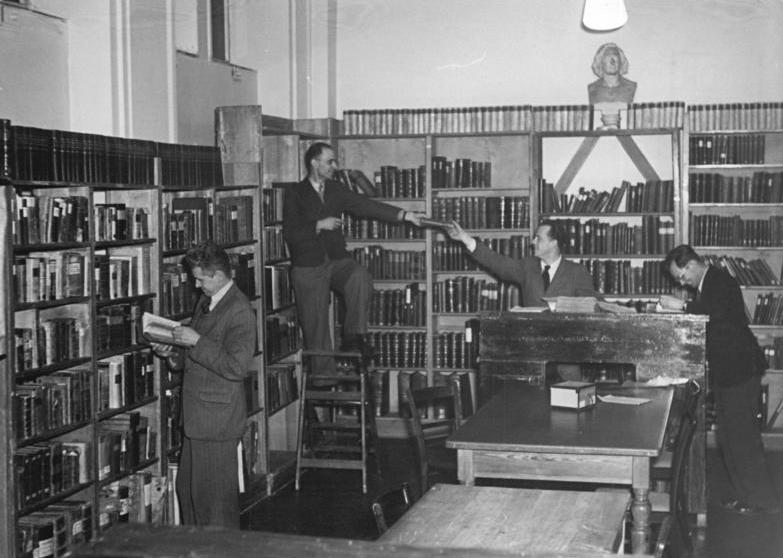
Das Kollektiv zur Vollendung des Deutschen Wörterbuchs von Jacob Grimm und Wilhelm Grimm an der Akademie der Wissenschaften der DDR, aufgenommen 1952. Ganz rechts: Wolfgang Pfeifer.

Wolfgang Pfeifer studierte Germanistik, Nordistik, Anglistik, Historische Linguistik und Geschichtswissenschaft. Nach seiner 1950 abgeschlossenen Promotion an der Universität Leipzig folgte eine Forschungstätigkeit an der Akademie der Wissenschaften der DDR in Berlin und dort als Mitarbeiter von 1949 bis 1960 am Deutschen Wörterbuch von Jacob Grimm und Wilhelm Grimm. 1961 erhielt er zusammen mit anderen Mitarbeitern für die Vollendung des Deutschen Wörterbuchs den Nationalpreis der DDR I. Klasse (vgl. Preisträger 1961).
Pfeifer hat zahlreiche Beiträge zur Sprachwissenschaft, Sprach- und Wortgeschichte und Lexikographie veröffentlicht. Wissenschaftliche Bedeutung hat besonders das Etymologische Wörterbuch des Deutschen, das unter seiner Leitung von einem acht- bis zehnköpfigen Autorenkollektiv bei der Berliner Akademie erarbeitet wurde. Es erschien in erster Auflage im Mai 1989 und wird seitdem weiter aktualisiert, zuletzt online als Komponente im Digitalen Wörterbuch der deutschen Sprache. Pfeifer lieferte bis kurz vor seinem Tod im Alter von 97 Jahren Beiträge zum Wörterbuch.
Wolfgang Pfeifer, aus erster Ehe Vater von zwei Töchtern und verwitwet, war seit den 1980er Jahren in zweiter Ehe mit Gerlinde Pfeifer verheiratet, die auch zum Autorenkollektiv des Etymologischen Wörterbuchs gehörte. Pfeifer lebte in Berlin.
Hans Magnus Enzensberger sah in ihm den wichtigsten deutschen Etymologen nach den Brüdern Grimm, Hermann Paul und Friedrich Kluge.

## Veröffentlichungen (Auswahl)
Wörterbücher
- Wörterbuch der deutschen Tiernamen. Insekten. Lfg. 1–6. Akademie-Verlag, Berlin 1963–1968. [Arbeiten als „politisch irrelevant“ eingestellt.]
- Wörterbuch der deutschen Tiernamen. Beiheft 1: Käfer. Akademie-Verlag, Berlin 1963.
- Wörterbuch der deutschen Tiernamen. Beiheft 2: Schabe. Akademie-Verlag, Berlin 1965.
- Wörterbuch der deutschen Tiernamen. Beiheft 4: Spanische Fliegen und Maiwürmer. Akademie-Verlag, Berlin 1966.
- Etymologisches Wörterbuch des Deutschen (Herausgeber)
  - 3 Bände: Akademie Verlag, Berlin. 1. Auflage 1989, 2. Auflage 1993.[3]
  - Einbändig: dtv, 1665 Seiten (Dünndruck). 1. Auflage 1995, 2. Auflage 1997, weitere Auflagen, etwa 6. Auflage, München 2003 (= dtv. Band 32511).
  - Einbändig: Akzente Verlagshaus, 2010, 1665 Seiten, ISBN 978-3-941960-03-9.
  - Digital: Bestandteil des DWDS, beruhend auf der 2. Auflage der dreibändigen Fassung von 1993.[3]
- mit Heinrich Marzell und Wilhelm Wissmann: Wörterbuch der deutschen Pflanzennamen. 1943–1979.

Beiträge
- Das Deutsche Wörterbuch. In: Deutsches Jahrbuch für Volkskunde 9 (1963) (= Jacob Grimm zur 100. Wiederkehr seines Todestages. Festschrift des Instituts für deutsche Volkskunde), S. 190–213.
- Geschichtliches und Kritisches zur Lexikographie an der Akademie. In: Erbe, Vermächtnis und Verpflichtung. Zur sprachwissenschaftlichen Forschung in der Geschichte der AdW der DDR (=Sprache und Gesellschaft 10). Akademie-Verlag, Berlin 1978, S. 119–131.
- Mittellateinisches Wörterbuch und deutsche Etymologie. In: Philologus 123 (1979), S. 170–173.
- Adelungs Stellung zur Etymologie in seinem Wörterbuch. In: Werner Bahner (Hrsg.): Sprache und Kulturentwicklung im Blickfeld der deutschen Spätaufklärung. Der Beitrag Johann Christoph Adelungs (= Abhandlungen der Sächsischen Akademie der Wissenschaften. Philologisch-historische Klasse. Jg. 70, Nr. 4). Akademie-Verlag, Berlin 1984, S. 233–238.
- Bericht über das Etymologische Wörterbuch des Deutschen. In: Current Trends in West Germanic Etymological Lexicography 1993, S. 77–89.